# صحيفة العهد
صحيفة رسمية مطبوعة تصدر باسم جماعة الإخوان المسلمين في سورية، يُصدرها ويُشرف عليها المكتب الإعلامي للجماعة، وهي أول صحيفة مطبوعة خاصة بالجماعة تصدر بعد أكثر من ثلاثين عاماً من المنع الذي تعرّضت له الجماعة على يد حافظ الأسد في ثمانينيات القرن الماضي.
تصدر كل أسبوعين مؤقتاً، وتوزع في الداخل السوري. كما تصدر منها نسخة إلكترونية عبر الإنترنت.

## تاريخ تأسيسها
صدر أوّل عدد من بتاريخ: 15/2/2013 . ويرأس تحريرها مدير المكتب الإعلامي للجماعة: عمر مشوح.
وتأسست على يد أربعة من الاخوات من أعضاء الحركة.

## رؤيتها
تلتزم بثوابت الوسطية الإسلامية وتعبّر عن صوت الجماعة وموقفها.

## أقسام الصحيفة
1. بانوراما الأخبار.
2. وجهة نظر.
3. محطات فكرية.
4. سورية المستقبل.
5. إضاءات في الدعوة.
6. ثقافة وفن.
7. الثورة والمجتمع.
8. أوراق من بردى.
9. ملف العدد